# Smitingen-Härnöklubb
Smitingen-Härnöklubb är ett naturreservat i Härnösands kommun i Västernorrlands län.

## Reservatets omfattning
Området blev naturskyddat 1988 och var då 258 hektar stort. 2021 utökades det till 282 hektar. Reservatet ligger vid kusten på östra sidan av Härnön. Där finns halvön Härnöklubb, som är cirka 2 kvadratkilometer stor.
Reservatet omfattar fem tunnelgrottor, block- och stenstränder samt kuperad bergterräng med gles tallskog.

## Fritidsaktiviteter
I centrum av halvön Bjuröklubb finns Klubbsjön. Där i närheten finns havsbadet Smitingen, med sin långa, breda sandstrand. Utöver bad finns också möjligheter att vandra i området. Terrängen är kuperad och lederna bjuder på klättring bland stenar och skrevor. I skogen söder om viken finns raukar framslipade av havet före landhöjningen.

## Namnet Härnöklubb
Förledet Härn- är ett ord härn som är släkt med ordet hjärna. Det syftar på berget Vårdkasberget på Härnön, som kan erinra om toppen på ett huvud, och alltså betyder Härnön 'ön med det hjässformiga berget', se Härnösand. Efterledet -klubb betyder 'hög holme', se Bjuröklubb.